# Кизил обыкновенный
Кизи́л обыкнове́нный, или мужско́й (лат. Córnus mas) — кустарник или небольшое дерево; вид рода Кизил семейства Кизиловые.

## Название
В тюркских языках слово «кизил» означает «красный». Плоды кизила получили такое название благодаря своей насыщенной алой окраске. Алый цвет указывает на высокое содержание P-активных веществ (антоцианов); плоды кизила богаты также витамином C и пектиновыми веществами.
Макс Фасмер в «Этимологическом словаре русского языка» указывает, что слово кизил (или кизиль) заимствовано из турецкого, уйгурского или чагатайского языков, где kyzyl означает красный, или происходит от тур. kyzylǯyk — кизил, а также от тур. kyzylǯyk аɣаǯу — дёрен, кизиль.

## Ботаническое описание

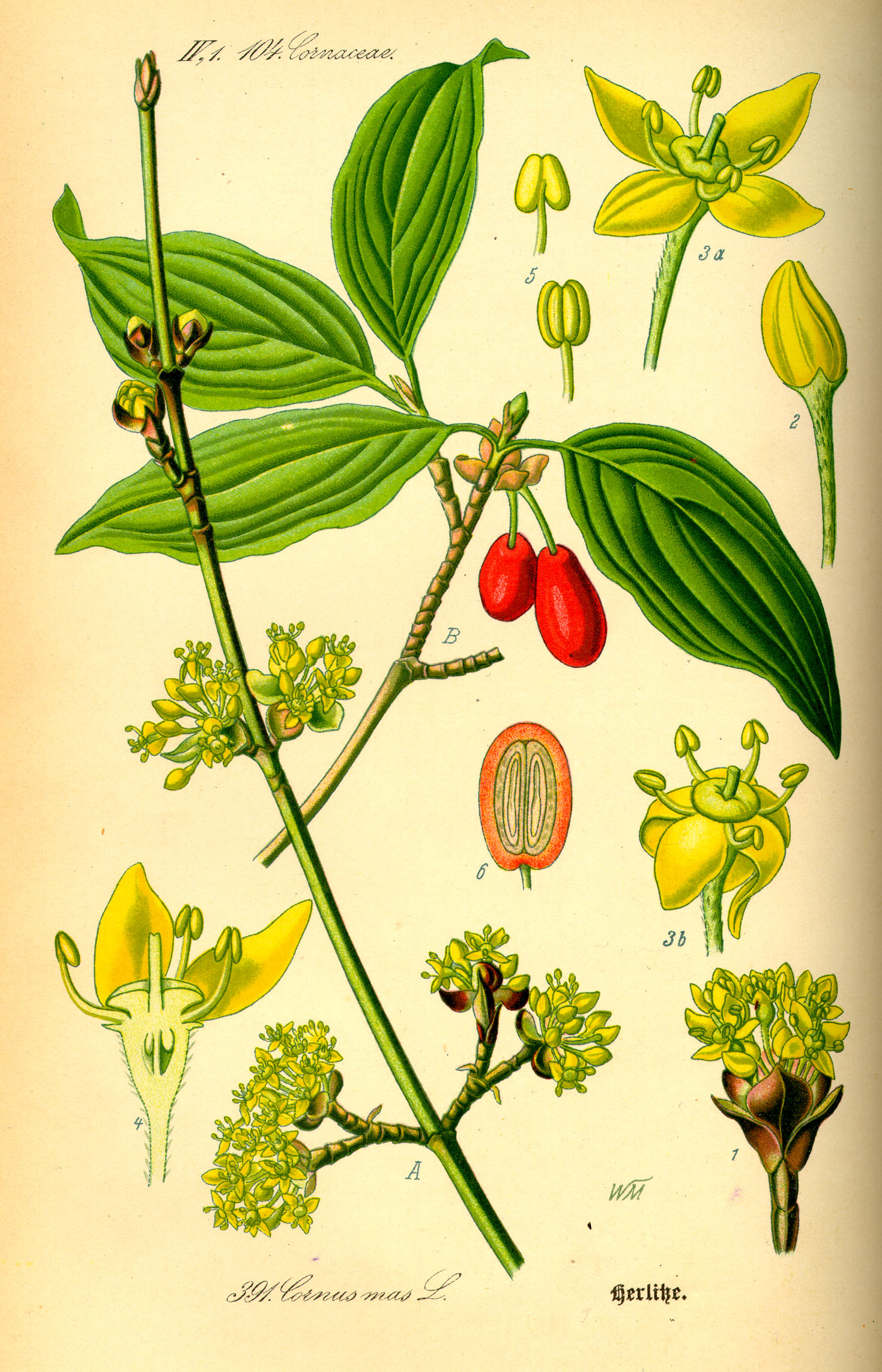

Листопадное дерево высотой 5—6 м или многоствольный кустарник высотой 3—4 м. Корневая система мочковатая, в основном на глубине 40 см.
Ветви горизонтально распростёртые, с черноватой корой. Листья супротивные, простые, длиной 3,5—8 см, овальные, блестящие, ярко-зелёные, с тремя—пятью парами жилок.
Цветки мелкие, золотисто-жёлтые, обоеполые, собраны в зонтичные соцветия; в зонтике 15—25 цветков. Цветок правильный, обоеполый, чашечка едва заметная о четырёх зубчиках, венчик жёлтый о четырёх лепестках, тычинок четыре, завязь нижняя двугнёздная, столбик простой, у основания его развит мясистый диск. Цветёт до распускания листьев в апреле при температуре 8—12 °C, цветение растянуто на 10—14 дней.
Плод — сочная псевдомономерная костянка (пиренарий), косточка удлинённо-овальная. Плоды кизила имеют различную форму и величину. Они бывают коротко- и длинноовальными, шаровидными и грушевидными. Поверхность плода гладкая, бугристая, слабобугристая; окраска светло-красная, красная, тёмно-красная, тёмно-фиолетовая и почти чёрная. Средняя масса плода 2—6 г. Вес 100 плодов вместе с косточками колеблется в зависимости от их величины и формы — от 190 до 400 г. Вес мякоти от веса плода составляет от 68 до 88 %. Плоды созревают в конце августа — в сентябре.
В условиях Ростовской области сумма эффективных температур для начала цветения составляет 46,6 ± 2,0 °С, а для окончания цветения — 120,3 ± 2,1 °С.

## Распространение
Естественные заросли кизила широко распространены на Кавказе, но культурные формы его, помимо этого географического района, известны также в Молдавии, Украине, Крыму и отчасти на Нижней Волге и в Средней Азии, также широко распространен в Восточной и Центральной Европе. В садах любителей встречается в средней полосе России и даже под Санкт-Петербургом.

## Экология
К почвам нетребователен, однако предпочитает лёгкие, плодородные с хорошей аэрацией и при рН 5,5—6.
Растение сравнительно засухоустойчивое; выдерживает морозы до −32… −35 °C, при вымерзании способно восстанавливать крону из прикорневой поросли. В Подмосковье растения кизила относительно легко переносят зимы. Побеги, как правило, успевают полностью вызреть, и лишь в отдельные годы возможны небольшие обмерзания, после которых кизил быстро восстанавливается. Растение может пострадать от возвратных заморозков из-за очень раннего начала цветения.
Размножают кизил семенами, корневыми отпрысками, отводками, черенками, прививкой.
Растения, выращенные из семян, вступают в плодоношение на пятый — шестой год, в то время как выращенные от вегетативного размножения — на второй — третий год.
Урожайность высокая: в возрасте 12 лет — 25—30 кг, в возрасте 25 лет — до 100 кг. Кизил — долгожитель, живёт от 120 до 250 лет.
В условиях средней полосы России вредителей и болезней на кизиле не обнаружено.
|                                |  |
| Ветвь с плодами; плод и семена |  |

## Плодовые сорта
Имеется ряд плодовых сортов. Например, 'Red Star' ('Vidubetskii'), 'Helen', 'Jolico', 'Ukraine'. Есть сорта с цветными плодами, белыми — 'Alba', или даже с сине-фиолетовыми — 'Violacea'. Есть сорта с обычными эллипсоидальными ягодами, но встречаются сорта с шаровидными или грушевидными плодами.

## Выращивание
Кизил обыкновенный имеет хорошо развитую мочковатую корневую систему, при пересадке страдает от подсушивания, что приводит к плохому приживлению саженцев. Поэтому саженцы кизила, как и других плодовых пород, необходимо обрезать, чтобы сбалансировать надземную и корневую системы растения. С другой стороны, мочковатая корневая система кизила развивается в верхнем слое почвы, в результате чего кизил в первые годы после посадки страдает от недостатка влаги, особенно на лёгких (песчаных) почвах. В этих условиях растение необходимо чаще поливать.
Пересадку взрослых (в 7—15-летнем возрасте) плодоносящих растений кизил переносит успешно. Делать это нужно осенью, но прежде необходимо провести «омолаживающую» обрезку. Если кизил сформирован в виде куста, необходимо дополнительно удалить один-два ствола и сохранить на новом месте предварительную ориентацию растения в пространстве и хорошо полить. Плодоношение таких деревьев восстанавливается через год.
Чтобы ускорить плодоношение сеянцев кизила, необходимо ужесточить условия растениям: снизить уровень обеспечения питательными веществами и влагой, особенно во второй половине лета, поскольку именно эти факторы способствуют росту вегетативных частей и затягивают начало плодоношения.

## Значение и применение

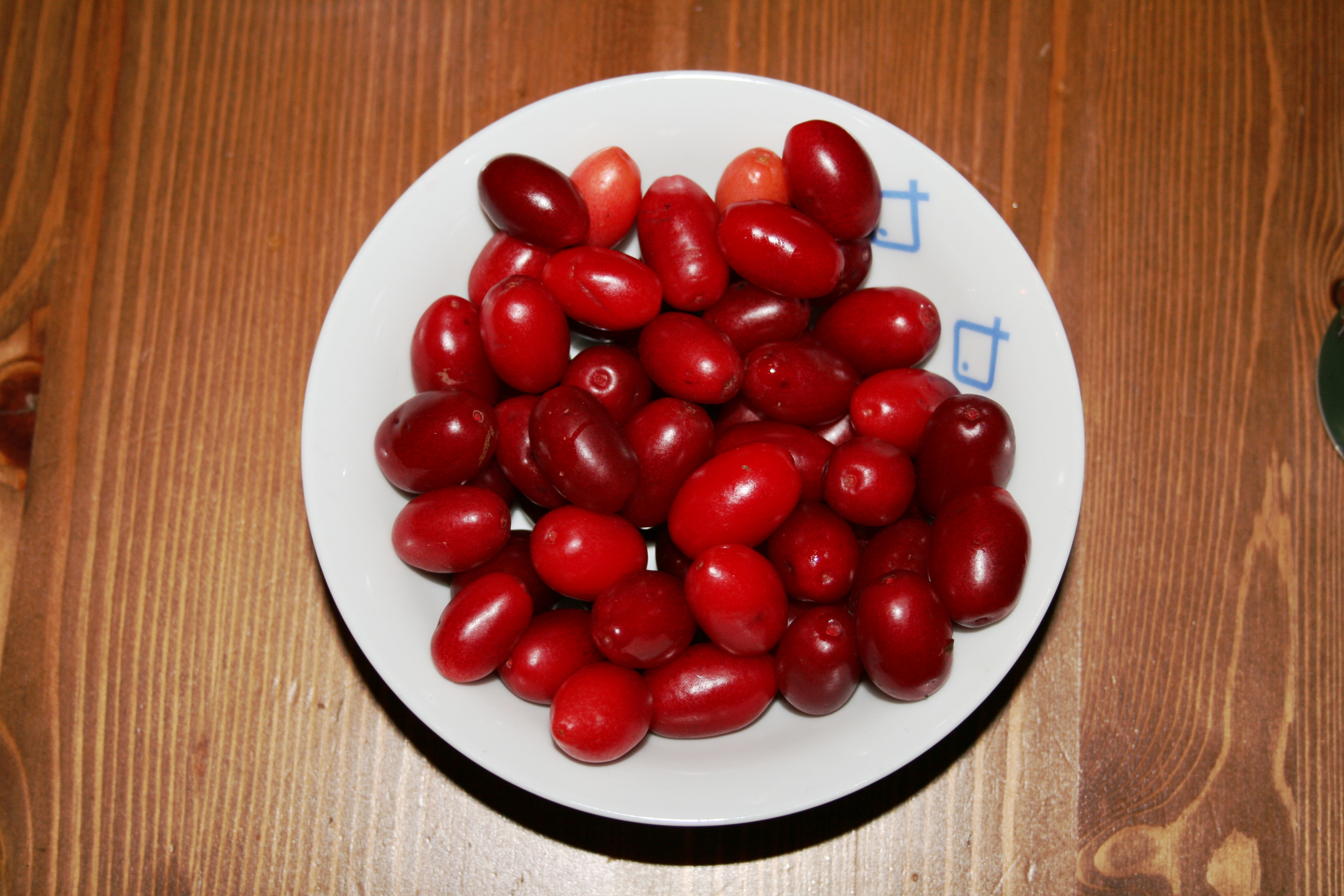
Плоды

Кизил был известен человеку ещё в глубокой древности. Косточки его обнаружены в Швейцарии в постройках, насчитывающих пятитысячелетнюю давность. Известно, что древние греки и римляне солили кизил, как маслины.

### Пищевое применение
Сочные костянки кизила имеют приятный аромат, кисло-сладкий, терпкий, вяжущий вкус.
Кизил используют в свежем и переработанном виде в кулинарии, кондитерской и консервной промышленности. Из кизила варят варенье, делают повидло, джем, желе, применяют для приготовления соков, сиропов, компотов, безалкогольных напитков, ликёров, вин. На Кавказе очень популярны сушёные туршу и лаваш. В туршу обычно содержится 10—15 % кислот, 30—40 % инвертного сахара. Лаваш — это тонко раскатанная сухая пастила, приготовленная из протёртой массы мякоти дикорастущих или культурных форм плодов кизила. Обычно лаваш содержит 15—22 % воды, 12—16 % кислот, 35—40 % общего сахара.
В пищу используется не только мякоть плода, но и косточки, которые служат сырьём для приготовления суррогата кофе. Листья кизила заваривают вместо чая. Иногда плоды добавляют к мясным и рыбным блюдам и супам как приправу.

### Применение в медицине
Кизил обладает лечебными свойствами: отвар из листьев помогает при кишечных заболеваниях, отвар из сухих плодов применяют как противолихорадочное средство при простудах и для аппетита. Кизил также известен как противодиабетическое средство.
Биологически активные компоненты, входящие в состав ягод, нормализуют артериальное давление, предупреждают склероз, кроме того, ягоды применяют как общеукрепляющее, тонизирующее, противовоспалительное средство, при заболеваниях желудочно-кишечного тракта.
По содержанию витамина С плоды кизила превосходят лимон, рябину и крыжовник. Считается, что плоды кизила повышают аппетит. Они имеют противоцинготное, жаропонижающее и вяжущее действие. Кизил применяют как профилактическое средство при опасности отравлений ртутью, свинцом и др., так как пектины, содержащиеся в плодах кизила, связывая вредные вещества, помогают их выведению из организма. Настой из ягод применяют при желудочно-кишечных расстройствах. Он обладает вяжущими и фитонцидными свойствами.

### Применение в декоративном садоводстве
Растения кизила очень декоративны благодаря своему раннему и обильному цветению, густой интенсивно-зелёной листве, ярким, красивым плодам. Они хорошо переносят стрижку, устойчивы к пыли и газам. Их используют на солнечных и полутенистых участках для создания живой изгороди, подпушки деревьев, групп кустарников.

### Другое применение
Дубильные вещества в коре и листьях кизила ценятся в кожевенном производстве. Кожа, обработанная этими веществами, отмечается оригинальным серо-зелёным оттенком.
Медоносное растение. На одном растении насчитывается до 6300 цветков. Один цветок выделяет 0,302 мг сахара в нектаре. В насаждениях лесостепи Украины и в лесном насаждении Молдавии кизил даёт от 0,132 до 0,316 мг сахара в нектаре. Мёдопродуктивность условно чистых насаждений в условиях Ростовской области 15 кг/га.
Древесина кизила отличается особо ценными свойствами, плотная и твёрдая. В литературе имеются сведения о том, что прежде для изготовления механизма часов колёсики делали из древесины кизила. В одной из археологических раскопок в слоях бронзового века была обнаружена рукоятка меча из кизиловой древесины. Из неё же в недалёком прошлом делали пуговицы, а в Дагестане были мастера, славившиеся изготовлением кизиловых тростей. Древесина употребляется также для изготовления музыкальных инструментов.
Из косточек в Турции делали чётки.

## Кизил в культуре
Согласно древнеримской легенде, появился кизил из копья Ромула, основателя Рима. Он очертил сначала границы будущего города, а потом с силой воткнул копьё в землю, и оно расцвело кизиловым деревцем.

Применяется в геральдике. Присутствует на гербе города Кизел Пермского края, села Доброго в Крыму.

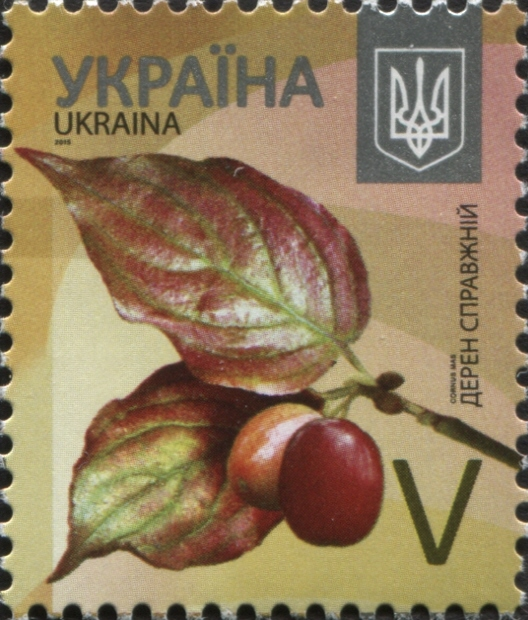
Почтовая марка Украины
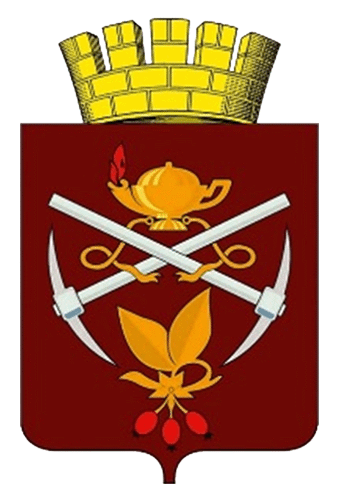
Герб городского округа "город Кизел"
Герб села Доброе Симферопольского района